# Distretto di Teniente Manuel Clavero
Il distretto di Teniente Manuel Clavero è uno dei quattro distretti  A della provincia di Putumayo, in Perù. Si trova nella regione di Loreto e si estende su una superficie di 8.994,06 chilometri quadrati.
Istituito il 19 ottobre 2004, ha per capitale la città di Soplin Vargas.